# Несносные медведи (фильм, 1976)
«Несно́сные медве́ди» (англ. The Bad News Bears) — американский спортивный комедийный фильм Майкла Ритчи, снятый в 1976 году. В главных ролях снимались Уолтер Маттау, Татум О’Нил и Вик Морроу. Премьера фильма состоялась 7 апреля 1976 года.

## Сюжет
Член городского совета и адвокат Боб Уайтвуд подаёт в суд на начальство Младшей бейсбольной лиги, поскольку некоторых детей, в том числе и его сына, по разным причинам в детские бейсбольные команды не принимают. Для того чтобы урегулировать этот иск лига позволяет создать новую команду, которая будет состоять из детей, которые не были приняты в другие команды. Боб Уайтвуд обращается за тренерской помощью к склонному к алкоголизму чистильщику бассейнов Моррису Баттермейкеру, который в прошлом профессионально занимался бейсболом.
Команда состоит из аутсайдеров. Баттермейкер же взялся за эту работу только ради денег. На тренировки он приходит пьяным, а детей тренирует спустя рукава. Первую свою игру «Медведи» проигрывают с разгромным счётом. Баттермейкеру даже приходится остановить игру раньше времени. Дети очень расстроены сложившейся ситуацией. Тренер видит, что команда безнадёжна. Он обращается за помощью к 11-летней Аманде Уорлитцер, которая приходится дочерью одной из его прошлых женщин. В прошлом, когда Баттермейкер встречался с её матерью, он учил Аманду играть в бейсбол и та стала хорошим питчером. Не сразу, но всё же Аманда соглашается помочь. Она становится единственной девочкой в команде. Через некоторое время «Медведи» принимают к себе и местного хулигана Келли Лика. После появления в команде двух хороших игроков «Медведи» начинают выигрывать одну игру за другой.
Детям, с одной стороны, нравится побеждать, но, с другой стороны, им не очень нравится, что вся игра строится только вокруг двух сильных игроков. Хотя Баттермейкер сам становится одержим победой в этом чемпионате, в финальной игре, перед последним иннингом, когда счёт на табло равный, он принимает решение выпустить на поле слабых игроков, которые обычно сидели на скамейке запасных. В последний момент «Медведи» проигрывают, но, тем не менее, дети довольны своей командной игрой.

## В ролях
- Уолтер Маттау — Моррис Баттермейкер
- Татум О’Нил — Аманда Уорлитцер
- Вик Морроу — Рой Тёрнер
- Джойс Ван Паттен — Кливленд
- Бен Пьяцца — Боб Уайтвуд
- Джеки Эрл Хейли — Келли Лик
- Альфред Люттер — Альфред Огилви
- Крис Барнс — Таннер Бойл
- Эрин Блант — Ахмад Абдул Рахим
- Гари Ли Каванаро — Майк Энгельберг
- Джейм Эскобедо — Хосе Агилар
- Джордж Гонзалес — Мигель Агилар
- Скотт Файастоун — Реджи Тауэр
- Бретт Маркс — Джимми Фельдман
- Дэвид Поллок — Руди Стайн
- Куинн Смит — Тимми Лупус
- Дэвид Стамба — Тоби Уайтвуд
- Брэндон Круз — Джоуи Тёрнер

## Рецензии
Фильм ждал успех. При бюджете в $9 млн он собрал в прокате $32 млн, по другим данным $42 млн. По сборам «Несносные медведи» обошли «Таксиста» Мартина Скорсезе, который вышел в этом же году. Отзывы от критиков также были благоприятными. На сайте Rotten Tomatoes у фильма 97 % «свежести» на основе 31 рецензии. На сайте Metacritic у фильма 83 балла из 100 на основе мнения 10 критиков.
Кинокритик Роджер Эберт похвалил фильм, поставив ему 3 звезды из 4. Он отметил, что фильм более глубокий, чем кажется на первый взгляд. В 2016 году журнал Rolling Stone назвал «Несносных медведей» величайшим бейсбольным фильмом из когда-либо снятых. По словам кинорежиссёра Квентина Тарантино «Несносные медведи» входит в топ-12 его любимых фильмов.

## Награды и номинации
- 1977 — Премия Гильдии сценаристов США
  - Лучший оригинальный сценарий
- 1977 — Номинация на премию BAFTA
  - Лучший актёр (Уолтер Маттау)

## Продолжения
Поскольку фильм был успешен, продолжения не заставили себя долго ждать. В 1977 году вышел фильм «Несносные медведи в перерыве между тренировками», а в 1978 — «Несносные медведи едут в Японию». Уолтер Маттау не принимал участие в съёмках этих фильмов, поэтому персонажа Морриса Баттермейкера в продолжениях нет. У детей появляется новый тренер. Такого же успеха, как первый фильм, продолжения не имели. В 1979 году канал CBS запустил телесериал «Несносные медведи», который продержался 2 сезона. В 2005 году вышел ремейк оригинального фильма с Билли Бобом Торнтоном в роли тренера Морриса Баттермейкера.